# Storkow
Storkow (Mark) è una città di 9 491 abitanti del Brandeburgo, in Germania.

Appartiene al circondario dell'Oder-Sprea.

## Storia
Nel 2003 vennero aggregati alla città di Storkow (Mark) i soppressi comuni di Bugk, Görsdorf bei Storkow, Groß Eichholz, Groß Schauen, Kehrigk, Kummersdorf, Philadelphia, Rieplos e Selchow.

## Società

### Evoluzione demografica
- Sviluppo della popolazione dal 1875 entro gli attuali confini (Linea Blu: Popolazione; Linea puntata: Confronto dello sviluppo della popolazione dello Stato del Brandenburgo; Sfondo grigio: Ai tempi del governo nazista; Sfondo rosso: Al tempo del governo comunista)
- Sviluppo recente della popolazione (Linea blu) e previsioni

| Anno | Abitanti |
| ---- | -------- |
| 1875 | 6 004    |
| 1890 | 5 738    |
| 1910 | 6 172    |
| 1925 | 6 847    |
| 1939 | 7 824    |
| 1950 | 9 297    |
| 1964 | 8 626    |

| Anno | Abitanti |
| ---- | -------- |
| 1971 | 8 581    |
| 1981 | 8 890    |
| 1985 | 8 801    |
| 1990 | 9 671    |
| 1995 | 9 320    |
| 2000 | 9 522    |
| 2005 | 9 476    |

| Anno | Abitanti |
| ---- | -------- |
| 2010 | 9 077    |
| 2015 | 9 020    |
| 2016 | 9 070    |
| 2017 | 9 097    |
| 2018 | 9 180    |
| 2019 | 9 226    |
| 2020 | 9 352    |

Fonti dei dati sono nel dettaglio nelle Wikimedia Commons..

## Geografia antropica

### Suddivisioni amministrative
Storkow si divide in 15 zone, corrispondenti all'area urbana di Storkow e a 14 frazioni (Ortsteil):
- Storkow (area urbana)
- Alt Stahnsdorf
- Bugk
- Görsdorf
- Groß Eichholz
- Groß Schauen
- Kehrigk
- Klein Schauen
- Kummersdorf
- Limsdorf
- Philadelphia
- Rieplos
- Schwerin
- Selchow
- Wochowsee

## Amministrazione

### Gemellaggi
Storkow è gemellata con:
- Opalenica, dal 2003
- Nowe Miasteczko, dal 2005